# 1993 KA2
1993 KA2, a veces escrito también 1993 KA2, es un meteoroide que a las 20:38 UTC del 20 mayo transitó a una distancia de casi 150 000 km de la superficie terrestre, equivalentes a 23,2 radios terrestres desde el centro del planeta.
A la fecha del descubrimiento se convirtió en el objeto con el paso más brillante visto desde la superficie entre aquellos registrados por el MPC, superando al 1991 BA con tránsito el 18 de enero de 1991. El 9 de diciembre de 1994 el récord le fue arrebatado por el 1994 XM1 que pasó aproximadamente 40 000 km más próximo a la Tierra.
En comparación, los satélites geostasionarios orbitan a 5,6 radios terrestres y los satélites GPS a 3,17 radios terrestres, medidos desde el centro del planeta, y la distancia Tierra-Luna es de más de 50 radios terrestres.
1993 KA2 ha sido observado 13 veces en dos días hasta que no fue posible seguirlo más. Hay imágenes que dan fe de un precovery. Su órbita se calculó con buena aproximación.
Se ha estimado que 1993 KA2 tenía solo 5 metros de diámetro. Esto significa que se quemó a causa de la fricción atmosférica antes de cualquier posible impacto contra el suelo. Los objetos con menos de 50 metros de diámetro se clasifican generalmente como meteoroides en lugar de asteroides.